# Dapd Nachrichtenagentur
Die dapd Nachrichtenagentur war eine im September 2010 gegründete Nachrichtenagentur mit Sitz in Berlin. Sie entstand aus der früheren Nachrichtenagentur Deutscher Depeschendienst und dem deutschen Dienst der amerikanischen Nachrichtenagentur Associated Press (AP). Inhaber waren die Finanzinvestoren Martin Vorderwülbecke und Peter Löw, Gründer der luxemburgischen Beteiligungsgesellschaft bluO. Geschäftsführer und Chefredakteur war bis zum 2. Oktober 2012 Cord Dreyer. Das Unternehmen ging am 1. Februar 2013 nach einer ersten Insolvenz vom 2. Oktober 2012 in die dapd Nachrichtenagentur Beteiligungs GmbH über, die den Geschäftsbetrieb von acht insolventen dapd-Gesellschaften weiterführte. Geschäftsführer wurde Ulrich Ende. Am 1. März 2013 meldete die dapd Nachrichtenagentur erneut Insolvenz an und stellte am 11. April 2013 ihren Dienst ein.
Nach eigenen Angaben hatte der Dienst im April 2012 einen Stamm von 700 Kunden und stellte täglich bis zu 850 Nachrichten und 2.500 Fotos bereit. Zu den Kunden zählten neben deutschen Tageszeitungen, Zeitschriften und Magazinen, Onlinemedien, TV- und Radiosendern auch Parteien und Regierungen, Unternehmen, Institutionen und Verbände. Die Agentur bot vom 1. August 2011 einen eigenen Sportdienst an und war so neben der Deutschen Presse-Agentur (dpa) die zweite Nachrichtenagentur mit Vollangebot in Deutschland. Am 2. Oktober 2012 stellte die dapd einen Insolvenzantrag. Mitarbeiter und Öffentlichkeit waren von dem Schritt völlig überrascht. Nach dem Ende November 2012 veröffentlichten Insolvenzplan verloren 98 Festangestellte der dapd ihren Arbeitsplatz. Im Zusammenhang mit der Insolvenz ging auch der exklusive Vertrag mit AP verloren. Zudem wurde der Sport-Basisdienst eingestellt.
Am 11. April 2013 teilte die Insolvenzverwalterin mit, dass der Betrieb der Agentur noch am selben Tag um 17 Uhr eingestellt werde. Die Belieferung der Kunden mit Nachrichten, Bildern, Grafiken und Videos endete zu diesem Zeitpunkt.

## Geschichte
Im Dezember 2009 übernahm die ddp media holding AG, inzwischen in HQTA AG umbenannt, den deutschsprachigen Dienst der amerikanischen Nachrichtenagentur AP und nannte ihn zunächst in DAPD Deutscher Auslands-Depeschendienst (DAPD) um. Am 1. Juli 2010 zeigte die dapd in einer Pressekonferenz die überarbeitete Website dapd.de im neuen Corporate Design und stellte gleichzeitig den dapd newsplaner als redaktionelles Werkzeug zur Verfügung. Im September 2010 startete dann ein gemeinsamer neuer Dienst der beiden früheren Einzelagenturen.
Im Juli 2011 wurde bekannt, dass das Unternehmen die defizitäre französische Fotoagentur Sipa Press vom Pharma- und Medienunternehmer Pierre Fabre kaufte. Sipa Press wurde 1973 von Gökşin Sipahioğlu gegründet. Die Agentur sollte der Agence France-Presse (AFP) Konkurrenz machen.
Im Januar 2012 wurde bekannt, dass dapd in Frankreich eine eigene Nachrichtenagentur starten wollte, als direkter Konkurrent zu dem Marktführer Agence France-Presse (AFP). Zu den 60 Sipa-Mitarbeitern sollten auch 35 Textjournalisten kommen.
Im Juni 2012 wechselte wenige Monate vor dem Start des neuen Dienstes der langjährige AFP-Chefredakteur Jean-Luc Testault zur Sipa-Press.
Zum 1. April 2012 erwarb dapd von Gruner + Jahr die Bildagentur Picture Press, zugleich wurde eine langfristige Kooperation im Syndication-Geschäft für den deutschen Markt vereinbart.
Am 2. Oktober 2012 meldeten die Unternehmenszweige dapd Nachrichtenagentur und dapd Nachrichten Insolvenz in Eigenverwaltung an.
Für sechs weitere Gesellschaften des DAPD-Verbunds wurde der gleiche Schritt für den 4. Oktober 2012 angekündigt (dapd Korrespondenz und Recherche GmbH, dapd International Service GmbH, dapd Sport GmbH, dfd Foto Service GmbH, dapd video GmbH und die News and Medien Service Exklusiv GmbH).
Die dapd Media Holding AG sowie weitere 18 zugehörige Gesellschaften waren davon zunächst nicht betroffen. Cord Dreyer legte zugleich seine Funktion als Geschäftsführer nieder.
Im Oktober 2012 benannte sich die dapd media holding AG in HQTA AG um. Am 5. Dezember 2012 wurde das ordentliche Insolvenzverfahren über die dapd Nachrichtenagentur GmbH sowie 6 weitere Tochtergesellschaften der Agenturgruppe eröffnet. Am 1. März 2013 stellte die dapd Nachrichtenagentur Beteiligungs GmbH beim Amtsgericht in Berlin-Charlottenburg einen Insolvenzantrag. Am 11. April um 17 Uhr wurde der Betrieb eingestellt.
Die Rechte am Textarchiv wurden schließlich durch den Insolvenzverwalter verkauft und sind heute im Besitz der dts Nachrichtenagentur.

## Kontroversen
Das NDR-Medienmagazin Zapp berichtete im Februar 2012 kritisch über Mitarbeiterführung und geschäftliche Methoden der Agentur.
Die dapd belieferte auch das Bundespresseamt mit Nachrichten. Der vom Bundespresseamt dafür gezahlte Preis betrug 1,6 Millionen Euro jährlich.
Zudem belieferte dapd das Auswärtige Amt. Der Wettbewerber dpa, der diesen Auftrag zuvor ohne öffentliche Ausschreibung ausgeführt hatte, hatte sich erfolglos vor Gericht gegen den Zuschlag gewehrt.

## Holding und Schwesterunternehmen
Zur HQTA AG gehörte bis Dezember 2012 auch der Kommunikationsdienstleister ddp direct GmbH., der rund 1.200 Kunden bei ihren PR-Maßnahmen unterstützt, sowie die Pressebildagentur ddp images GmbH. Am 1. Oktober 2013 ging ddp direct insolvent. Im April 2010 übernahm die Holding die Mehrheit an der Münchner airmotion GmbH, einem auf Webcontent spezialisierten B2B-Anbieter. 2011 wurde die französische Bildagentur SIPA-Press übernommen.